# San Bartolomé, Hidalgo
San Bartolomé är en ort i Mexiko.   Den ligger i kommunen Huasca de Ocampo och delstaten Hidalgo, i den sydöstra delen av landet, 110 km nordost om huvudstaden Mexico City. San Bartolomé ligger 1 496 meter över havet och antalet invånare är 148.
Terrängen runt San Bartolomé är huvudsakligen kuperad. San Bartolomé ligger nere i en dal. Runt San Bartolomé är det ganska tätbefolkat, med 75 invånare per kvadratkilometer. Närmaste större samhälle är Atotonilco el Grande, 9,1 km väster om San Bartolomé. I omgivningarna runt San Bartolomé växer huvudsakligen savannskog.